# Mount Rexford
Mount Rexford är ett berg i Kanada.   Det ligger i provinsen British Columbia, i den södra delen av landet, 3 400 km väster om huvudstaden Ottawa. Toppen på Mount Rexford är 2 176 meter över havet, eller 57 meter över den omgivande terrängen. Bredden vid basen är 0,06 km.
Terrängen runt Mount Rexford är huvudsakligen bergig.Trakten runt Mount Rexford är nära nog obefolkad, med mindre än två invånare per kvadratkilometer.. Det finns inga samhällen i närheten. 
I omgivningarna runt Mount Rexford växer i huvudsak barrskog.